# Vidal José de Oliveira Ramos
Pour les articles homonymes, voir Vidal Ramos.
Vidal José de Oliveira Ramos (Lages, 24 octobre 1866 - Rio de Janeiro, 2 janvier 1954) est un homme politique brésilien, gouverneur de l'État de Santa Catarina de 1910 à 1914.
Une municipalité de l'État, Vidal Ramos, porte son nom.